# 712 5th Avenue
712 5th Avenue este o clădire ce se află în New York City.
Printre firmele care ocupă spațiu în 712 5th Avenue se numără:
- Christian Dior[1]
- CVC Capital Partners[2]
- Magazinele Henri Bendel[1]
- Riverstone Holdings[3]
- Roberto Cavalli[1]
- TSG Consumer Partners[1]
- Aberdeen Asset Management[4]
- Vector Group[1]
- Griffon Corporation[5]